# Musa Qala (fiume)
Il fiume Musa Qala è un fiume dell'Afghanistan. Nasce nel settore settentrionale della Provincia di Helmand e si dirige verso sud-ovest. Con le sue acque contribuisce a irrigare i territori del distretto. Nei pressi del villaggio di Sangin sfocia nel fiume Helmand.